# Ota IV. Brunšvický
Ota IV. Brunšvický (1175/1176 – 19. května 1218, Harzburg) z rodu Welfů, byl od roku 1198 římský protikrál, od roku 1208 král římský a od roku 1209 císař Svaté říše římské, král italský 1208–1215. Podle Uspergské kroniky byl pyšný a hloupý, ale odvážný.

## Životopis

### Mládí
Ota se narodil jako třetí syn saského vévody Jindřicha Lva a jeho druhé choti Matyldy, dcery anglického krále Jindřicha II. Vyrůstal na dvoře Richarda I. S Richardem se spřátelil a ten se ho neúspěšně pokusil jmenovat vévodou z Yorku a poté i skotským králem. Roku 1196 Richard Otovi udělil hrabství Poitou a jmenoval ho vévodou akvitánským. Jako Richardův spojenec se zúčastnil války Anglie a Francií.

### Vzdorokrál římský

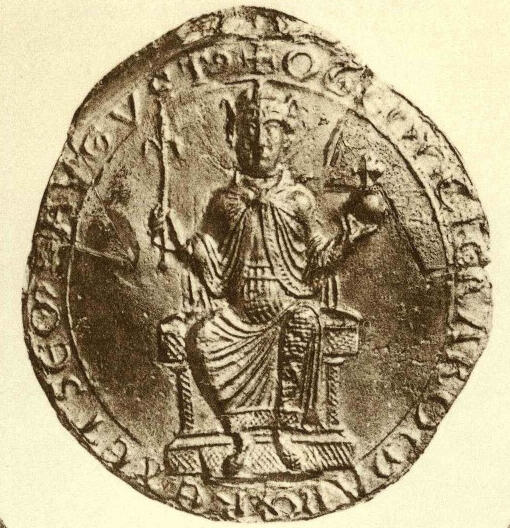
Otova pečeť

Po smrti císaře Jindřicha VI. († 1197) byl několika říšskými knížaty v březnu 1198 zvolen římským králem císařův bratr Filip, vévoda švábský. Do dalších událostí však zasáhl papež Inocenc III. a využil císařovy smrti k posílení svého vlivu v říši. Ota byl jako člen rodu Welfů, oddaných spojenců papežů v Itálii a rivalů dosavadní císařské dynastie Hohenštaufů, pro papeže daleko vhodnější kandidát na uprázdněný římský trůn. Za pomoci vlivu Richarda I. nakonec říšská knížata stranící Welfům zvolila 9. června 1198 protikrálem Otu Brunšvického. 12. července 1198 byl Ota v Cáchách korunován na krále kolínským arcibiskupem Adolfem I. Korunovace se konala s náhradními korunovačními klenoty, protože pravé byly v držení Hohenštaufů a způsobila konflikt mezi říší a Francií, protože Filip Švábský byl spojenec Francie a Ota Brunšvický podporoval Anglii.
Do mocenského boje Oty a Filipa se zapojil také Přemysl Otakar I. Obratným lavírováním mezi oběma soupeři dosáhl nejprve toho, že od Filipa Švábského vymohl roku 1198 dědičnou královskou hodnost. Po korunovaci však se postupně Otakarova pomoc Filipovi zmenšovala a s posilováním mocenské pozice Oty Brunšvického se Přemysl Otakar I. postupně obracel do řad spojenců Oty.
Počátkem roku 1201 papež Inocenc III. oznámil, že uznává Otu Brunšvického jako jediného právoplatného krále římského.
| „              | Jemu otevřeně vyznáváme naši přízeň, jeho uznáváme za krále, a pokud učiní vše pro větší slávu římské církve, povoláme jej k císařské korunovaci. | “ |
| — Inocenc III. | |   |

Přemysl Otakar I. roku 1202 otevřeně přešel na Otovu stranu a Ota mu potvrdil královský titul.
V následujících letech se Otova pozice na římském trůně ztížila, protože po porážce Anglie Francií, přišel Ota o anglickou finanční podporu. V té době přešlo mnoho Otových spojenců, včetně jeho bratra Jindřicha na stranu Filipu Švábského. V bitvě proti Filipovi u Wassenbergu 27. července 1206 byl Ota zraněn a poražen. Poté byl nucen vzdát se svých území v okolí Brunšviku a ztratil dokonce i podporu papeže.

### Císař římský

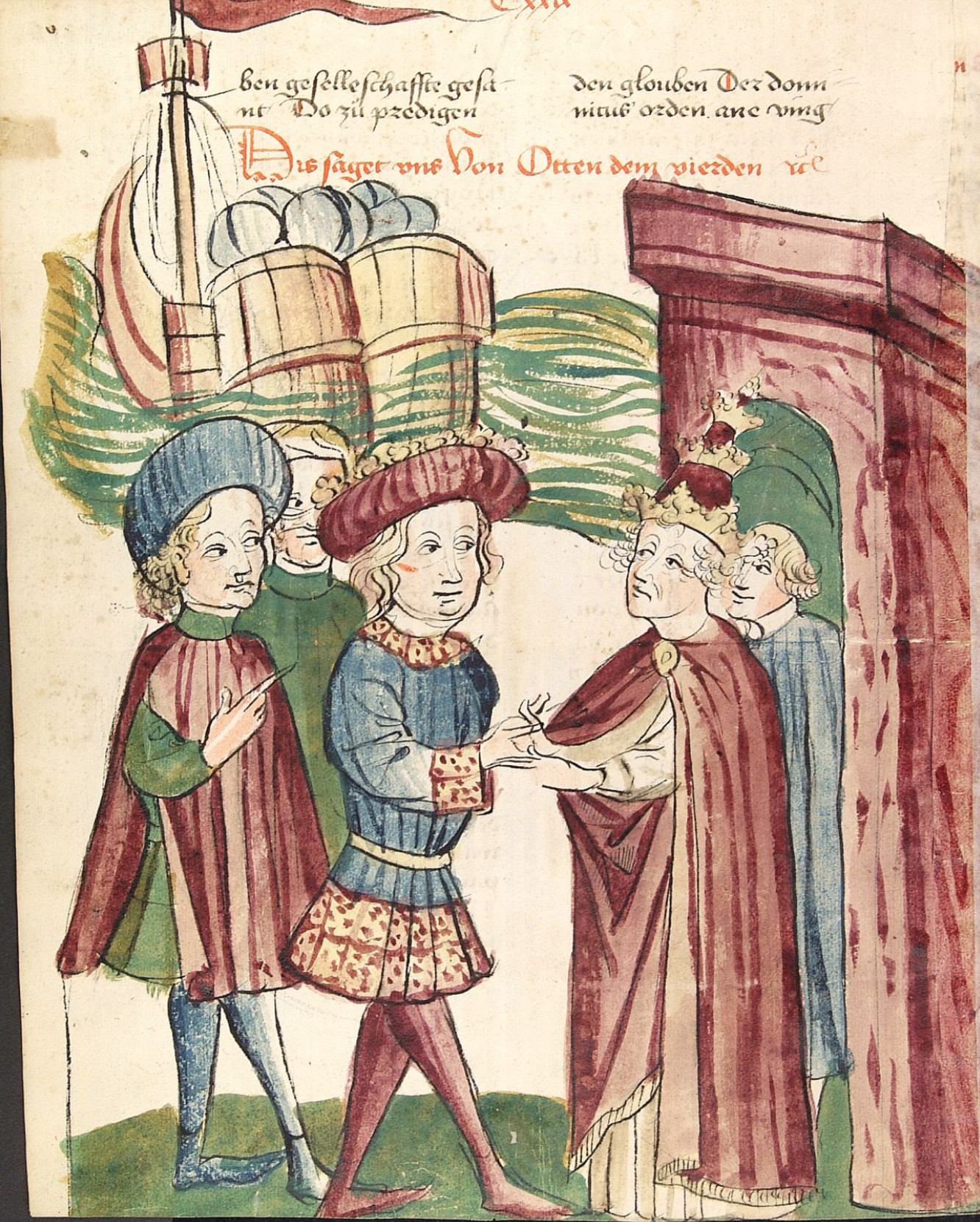
Ota IV. a papež Inocenc III.

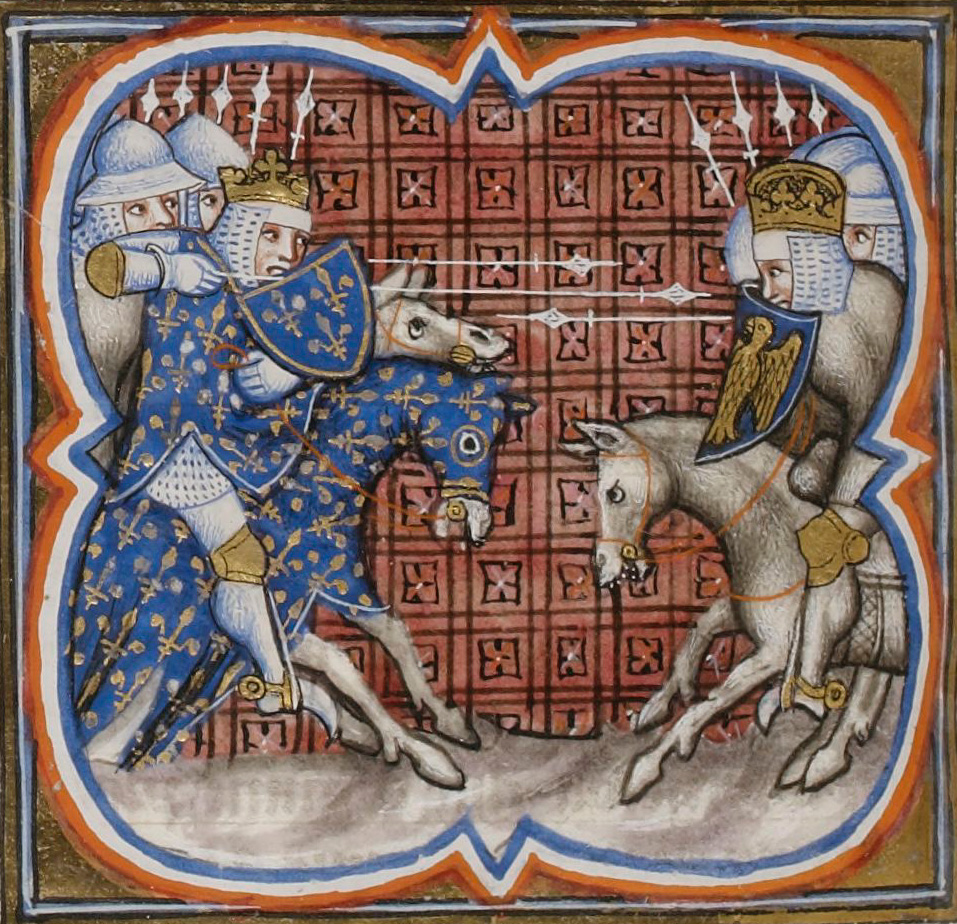
Bitva u Bouvines na středověké miniatuře

Zvrat událostí nastal roku 1208. 21. června 1208 byl Filip Švábský zavražděn Otou VIII. z Wittelsbachu. Tato událost umožnila Otovi mocenskou restauraci. Uzavřel smír s Hohenštaufy a zasnoubil se s Beatrix, dcerou zavražděného protivníka. Ve volbách, konaných 11. listopadu 1208 ve Frankfurtu dostal hlasy všech zúčastněných volitelů. V roce 1209 vykonal římskou jízdu a 4. října 1209 byl v Římě korunován na císaře. Po korunovaci odvolal většinu slibů daných svatému stolci a začal s obnovováním říšské správy v Itálii a pokukoval po sicilském dědictví.
Tím se dostal do otevřeného konfliktu s papežem Inocencem III., neboť sicilské království bylo formálně papežským lénem. Papež začal vyjednávat s francouzským králem o získání vojenské podpory. K příchodu francouzské armády nedošlo, ale Filip II. byl tím, kdo papeži připomněl pozapomenutá práva štaufského holobrádka z Apulie, což byl Fridrich, osiřelý syn Jindřicha VI.
Když Ota IV. překročil hranice sicilského království a obsadil jižní Itálii, papež na něj, neposlušného, 18. listopadu 1210 uvalil klatbu a vybídl říšskou opozici k nové volbě.
| „            | ... se dopouští hříchu pohanství ten, kdo o sobě tvrdí, že je křesťan, a přitom odmítá poslušnost Svatému stolci... | “ |
| — Řehoř VII. | |   |

V té době se znovu v říši začínala formovat opozice proti Otovi, podporovaná jak českým králem Přemyslem Otakarem I. tak i francouzským králem Filipem Augustem. Vyvrcholením snahy opozičních sil proti Otovi byl sjezd říšských knížat, který se konal v září 1211 v Norimberku, kde byl Fridrich Sicilský zvolen říšským králem. Ota IV. se pokusil tuto hrozivou situaci vyřešit rychlým návratem z Itálie. Na jaře roku 1212 dorazil do říše a na sněmu v květnu 1212 odejmul Přemyslu Otakarovi I. titul krále a českou zemi udělil v léno Vratislavovi, synovi Přemysla Otakara.
| „                  | ... rozhodnutím knížat odňal království české králi Otakarovi a v přítomnosti županů a mnohých šlechticů země vyznamenal šesti praporci jeho syna... | “ |
| — Kolínská kronika | |   |

Moc stoupenců Fridricha Sicilského však stále rostla, ačkoliv vojensky zatím proti Otovi nepostupovali. Ota se pokusil o zvrácení nepříznivé situace za pomoci Anglie. 27. července 1214 se utkal v bitvě u Bouvines se spojencem Fridricha Štaufského, francouzským králem Filipem Augustem a utrpěl drtivou porážku, která znamenala jeho definitivní mocenský konec. Po útěku Huga z Boves nesl veškerou tíhu bitvy a mečem.
| „                   | ...který držel jako srp, špičaté ostří používal obouruč a rozdával nemilosrdné rány. Kdo byl zasažen, ten se velmi podivoval. Na zem srážel všechny jezdce i s koňmi. | “ |
| — Roger z Wendoweru | |   |

### Poslední léta a smrt
9. prosince 1212 byl Fridrich korunován v Mohuči.
Ota IV. byl opět nucen vzdát se dědičných území v Brunšvicku. Poslední léta života prožil v marném úsilí o získání přízně bývalých spojenců. Ota Brunšvický zemřel 19. května 1218 na hradě Harzburg.
| „                   | ...svržen, zbaven trůnu, ležíce v opatství natažen na podlaze, se vyznával ze svých hříchů, přičemž zpěčující se kněz bičoval jeho zkrvavené tělo, dokud nezemřel. | “ |
| — Ernst Kantorovitz | |   |

Ota IV. Brunšvický je společně s první ženou Beatrix pohřben v brunšvické katedrále.